# Politique au Brunei
Le Brunei est une monarchie absolue, où le sultan est à la fois chef de l’État et du gouvernement. Le gouvernement exerce le pouvoir tant exécutif que législatif. Le parlement ne joue qu’un rôle consultatif.

## Pouvoir exécutif
Le Sultan Hassanal Bolkiah, dont la dynastie remonte au XVe siècle, bénéficie des pleins pouvoirs selon la constitution. Il est assisté par cinq conseils qu’il nomme lui-même et par le cabinet ministériel.

## Pouvoir législatif
La constitution de 1959 prévoit l’élection d’un Conseil législatif, mais une seule élection eut lieu, en 1962. Peu après, l’assemblée fut dissoute après la déclaration de l’état d’urgence qui vit le bannissement du Parti du peuple du Brunei. En 1970, un décret du sultan remplaça l’élection du Conseil par une nomination. En 2004, le sultan annonça que 15 des 20 parlementaires seraient dorénavant élus par le peuple, mais sans fixer aucune date de scrutin.

## Partis politiques et élections
Trois partis existent légalement au Brunei :
- le Parti de la solidarité nationale du Brunei
- le Parti populaire pour la vigilance
- le Parti du développement national

## Système judiciaire
Il existe deux types de tribunaux au Brunei :
1. Le premier, inspiré de la common law britannique, est similaire aux systèmes indien, malaisien ou de Singapour.
2. Le second relève de la charia et traite essentiellement de droit de la famille.

Les tribunaux de première instance sont au nombre de 10.
Le premier niveau supérieur est constitué de deux cours intermédiaires.
La haute Cour est quant à elle composée de 3 juges, tout comme la Cour d’appel, qui siège deux fois par an.
Le recours au Privy Council n’est plus possible dans les affaires criminelles, mais subsiste, de manière très réduite, pour les affaires privées.
Il n’y a pas de jury populaire au Brunei et le juge siège seul, excepté lors des crimes passibles de la peine de mort où deux juges siègent conjointement.
La structure des tribunaux de la charia est similaire, mais sans cours intermédiaires.
Tous les juges sont nommés par le gouvernement.